# Zaštićena područja Guanacastea
Zaštićena područja Guanacastea su zaštićena područja nacionalnih parkova Guanacaste, Santa Rosa, Rincón de la Vieja, rezervata prirode zaljeva Junquillal i eksperimentalne šume Horizontes u provinciji Guanacaste na sjeverozapadu Kostarike. Oni zajedno pokrivaju više od 1.470 km² područja iznimne bioraznolikosti, uključujući najsačuvaniju suhu šumu od sjevernog Meksika do Južne Amerike u kojoj obitava veliki broj ugroženih i endemskih vrsta biljaka i životinja. Zbog toga je Zaštićeno područje Guanacaste upisano na UNESCO-ov popis mjesta svjetske baštine u Sjevernoj Americi 1999. godine kao mjesto važnih ekoloških procesa kopnenih i primorskih ekosustava.

## Odlike
Zaštićeno područje Guanacaste se nalazi 105 km od pacifičke obale Kostarike i čine ga priobalne nizine, ravnice i planina Guanacaste (nazvana po istoimenom drvetu lat. naziva Enterolobium cyclocarpum), te vulkan Rincon de la Vieja koji ima tri kratera, jednu lagunu i nekoliko manjih kratera u svom podnožju. Kroz zaštićeno područje protječu 32 rijeke i izvire 16 potoka, u samoj blizini vulkana, te utječu u rijeku Tempisque koje je iznimno važna za navodnjavanje cijele provincije Guanacaste. Obalno područje uključuje 37 raznolikih vlažnih ekosustava, nekoliko priobalnih otoka i otočića (uglavnom nenaseljenih), te dio otvorenog mora, stijenovita obala i oko 20 km plaža koje su jedno od glavnih gnijezdilišta gotovo svih morskih kornjača. Prašume u vlažnom području se smatraju za najnedirnutije u Srednjoj Americi, a možda i u svijetu. Najprisutnije su miješane listopadne šume smokava, ružica i hrastova, te zimzemelni grmovi uz vodene tokove i poplavljena područja, mangrova šuma, te savane i egzotični jaragua travnjaci. Vegetaciju na padinama vulkana Rincon de la Vieja čini patuljasto drveće zbog konstantne prisutnosti oblaka, snažnih vjetrova i pjeskovitog tla.
Fauna u Guanacasteu je također iznimno raznolika, a od ugroženih vrsta tu se mogu naći: jaguar, ocelot, margaj (Leopardus wiedii), bjelorepi jelen (Odocoileus virginianus), bairdov tapir (Tapirus bairdii), šareni mravojed (Tamandua tetradactyla), šareni pekarij (Pecari tajacu), urlikavci (Alouatta), te oko 500 vrsta ptica od kojih su najčešće: crni tinamu (Tinamus osgoodi), kudravi hoko (Crax rubra), kudravi guan (Penelope purpurascens), vojnička ara (Ara militaris), jabiru (Jabiru mycteria), modrokrila patka (Spatula discors), Ružičasta žličarka (Platalea ajaja), ibisi i sokol zmijar (Herpetotheres cachinnans).

## Vanjske poveznice
- Área de Conservación Guanacaste (šp.)
- United Nations Environment Programme  Arhivirana inačica izvorne stranice od 30. rujna 2007. (Wayback Machine) (engl.)
- Galerija fotografija  Arhivirana inačica izvorne stranice od 9. veljače 2012. (Wayback Machine)